# Bilirubinenzephalopathie
Unter Bilirubinenzephalopathie (Synonym: Kernikterus) versteht man eine schwere Schädigung des zentralen Nervensystems (ZNS) bei Neugeborenen, ausgelöst durch einen übermäßigen Anstieg von Bilirubin im Blut (Hyperbilirubinämie).

## Häufigkeit
In der westlichen Welt findet sich ein Kernikterus bei 0,4 bis 2,7 Fällen pro 100.000 lebend (und nach der 34. Gestationswoche) Geborenen. In einigen Entwicklungsländern ist die Inzidenz jedoch bis 100-fach höher.

## Ursache (Pathogenese)
Unkonjugiertes Bilirubin ist sehr gut fettlöslich, aber kaum wasserlöslich. Zum Transport in die Leber ist es deswegen überwiegend an das Bluteiweiß Albumin gebunden. Übersteigt die Menge an Bilirubin jedoch dessen Transportkapazität, kann das überschüssige freie Bilirubin die Blut-Hirn-Schranke überwinden und in die Kerngebiete des Gehirns eindringen. Dort hemmt es oxidative Phosphorylierungsvorgänge, was Zelluntergänge nach sich zieht. Die sogenannten Basalganglien (der Globus pallidus, Putamen und der Nucleus caudatus) sind besonders schwer betroffen, weshalb der Begriff Kernikterus geprägt wurde. Eine schwere Enzephalopathie führt zum Tode.

## Risikofaktoren
Einerseits erhöhen alle Zustände, die mit gesteigerter Bildung von Bilirubin einhergehen, das Risiko eines Kernikterus. Dazu gehören vermehrte Blutauflösung (Hämolyse), insbesondere die Rhesus-Inkompatibilität und andere Blutgruppenunverträglichkeiten. Andererseits kann auch die Blut-Hirn-Schranke beeinträchtigt sein, so dass Bilirubin schon bei geringerer Konzentration in das Gehirn eindringen kann. Dies ist beispielsweise bei Sauerstoffmangel (Hypoxie), verstärkt durch die dadurch bedingte Blutübersäuerung (Azidose), Unterzuckerung (Hypoglykämie) oder Unterkühlung (Hypothermie) der Fall. Schließlich führt eine Verringerung der Konzentration von Albumin (Hypalbuminämie) dazu, dass weniger Bilirubin im Blut gebunden wird und das relativ vermehrte freie Bilirubin leichter in das Zentralnervensystem eindringen kann. Auch Medikamente, die das Bilirubin aus der Proteinbindung verdrängen, führen zu einem erhöhten Anteil von freiem Bilirubin. Dazu gehören Ceftriaxon, Sulfonamide, Furosemid, Digoxin und Diazepam.
Auch ein angeborener Glucose-6-Phosphat-Dehydrogenase-Mangel erhöht das Risiko einer Bilirubin-Neurotoxizität.

## Symptomatik

### Akute Bilirubinenzephalopathie
Akute Symptome einer Bilirubinenzephalopathie lassen sich in drei Stadien einteilen. In der Initialphase treten Trinkunlust, Schläfrigkeit, schlaffe Muskelspannung (muskuläre Hypotonie) und Bewegungsarmut auf. In der Intermediärphase kommt es zu schrillem Schreien, zunehmender Bewusstseinseintrübung (Stupor), Irritabilität und gesteigerter Muskelspannung mit Überstreckung von Hals (Retrocollis) und Wirbelsäule (Opisthotonus). In der fortgeschrittenen Phase kann der Stupor in ein Koma übergehen, die Muskelspannung nimmt weiter zu und schließlich können Krämpfe auftreten. Auch ein tödlicher Ausgang ist möglich.

### Chronische Bilirubinenzephalopathie
Wird die akute Phase überlebt, können sich als Spätfolgen zentrale Taubheit, sogenannte extrapyramidale Bewegungsstörungen in Form einer athetoiden Zerebralparese und eine psychomotorische Entwicklungsverzögerung einstellen.

## Therapie
Um eine potenziell irreversible Bilirubinenzephalopathie zu verhindern, wird bei reifen gesunden Neugeborenen ab einem Alter von 72 Stunden bei einer Hyperbilirubinämie mit Werten des unkonjugierten Bilirubin über 20 mg/dl eine Phototherapie mit Blaulicht (425–475 nm) durchgeführt. Bei Bilirubinwerten über 30 mg/dl sollte bei diesen Kindern eine Blutaustauschtransfusion erfolgen. Bei besonderen Risikofaktoren muss die Therapie selbstverständlich entsprechend früher einsetzen.